# Saint-Avit-Saint-Nazaire
 Saint-Avit-Saint-Nazaire  là một xã thuộc tỉnh Gironde trong vùng Aquitaine tây nam nước Pháp. Xã này nằm ở khu vực có độ cao trung bình 27 mét trên mực nước biển.